# 中部カリフォルニア
中部カリフォルニア（英: Central Californiaまたは英: Mid-State）は、アメリカ合衆国カリフォルニア州のサンフランシスコ・ベイエリアより南、南カリフォルニアより北の地域である。サクラメント・サンホアキン川デルタの南でサンホアキン・バレーの南部、セントラルコーストとカリフォルニア海岸山脈のセントラルヒルズ、および中央シエラネバダ山脈の麓丘陵部と山岳部が含まれている。
中部カリフォルニアは通常北カリフォルニアの小区分と考えられている。どちらもその南側境界は、テハチャピ山地あるいはモントレー郡、キングス郡およびトゥーレアリ郡の南側郡境が東西に作る線で南カリフォルニアと接している。東側の境界はシエラネバダ山脈頂部稜線とみなされており、稜線の東は東カリフォルニアである。
中部カリフォルニアにある人口5万人以上の都市としては、フレズノ、モデスト、サクラメント、バイセイリア、サリナス、マーセド、ターロック、マデラ、ハンフォードおよびポータービルがある。

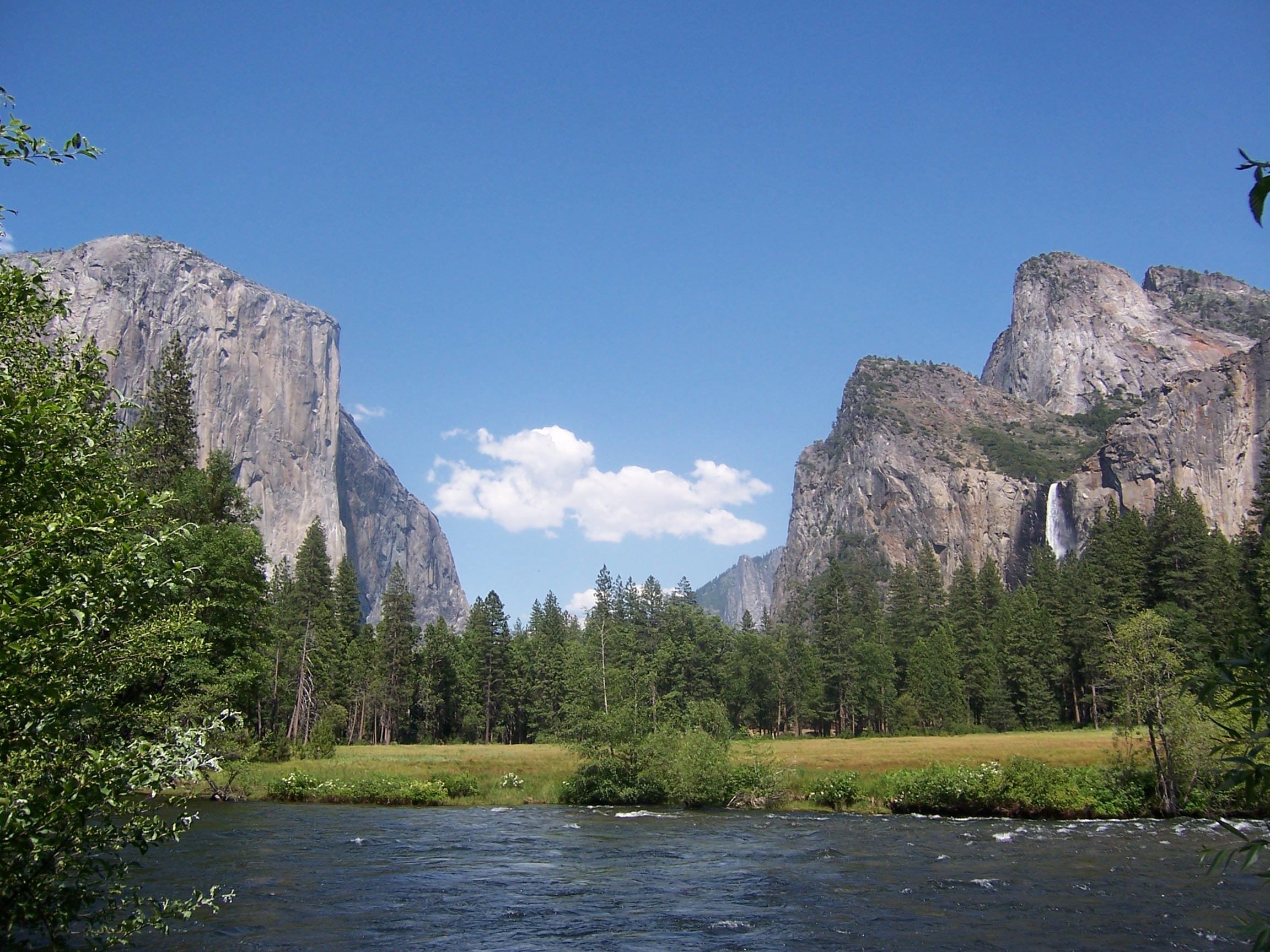
ヨセミテ国立公園から流れ出るマーセド川

## 地理
中部カリフォルニアはその言葉の使い方によって幅広い定義があり得る。ある場合には緯線で州内を北部、中部、南部に分けている。またある場合は郡境の線あるいは水流を境界にしている。またあるものはサンホアキン・バレーを広く取り、セントラルバレーの大きな部分を含めている。セントラルコーストが狭くとられるかあるいは含めない定義もある。
中部カリフォルニアの一般的な最も広い定義は緯度でカリフォルニア州を3分したものの中央である。この場合の南限は北緯35度41分となり、モントレー郡、キングス郡およびトゥーレアリ郡の南側郡境が作る州を東西に横切る線とほぼ一致している。北限は北緯38度51分であり、サクラメント都市圏の直ぐ北にあたる。しかし、サンフランシスコ・ベイエリアとサクラメントおよびストックトン都市圏は州内北部の都市集中部としてグループ化され、伝統的に北カリフォルニアに属すると考えられている。したがってこれら都市圏より南が中部カリフォルニアとする定義が受け容れられやすいものである。

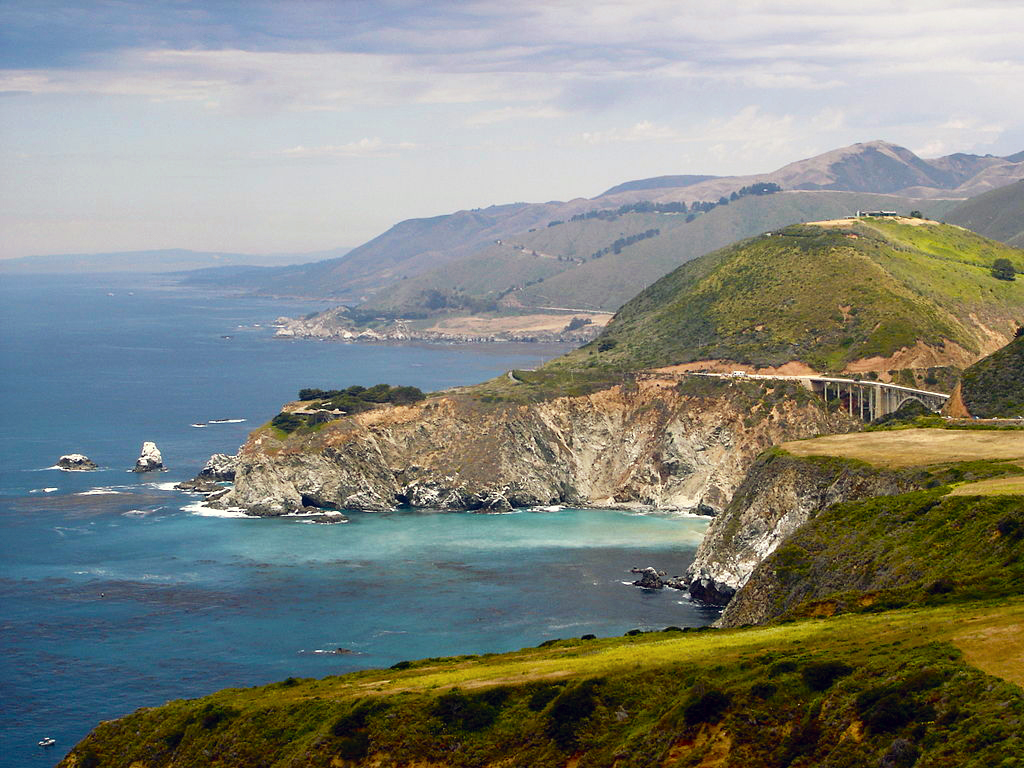
ビッグサーの海岸

### 郡
中部カリフォルニアには次の10郡が含まれるが、サンホアキン・バレーの南部が入っているカーン郡を加えることもある。

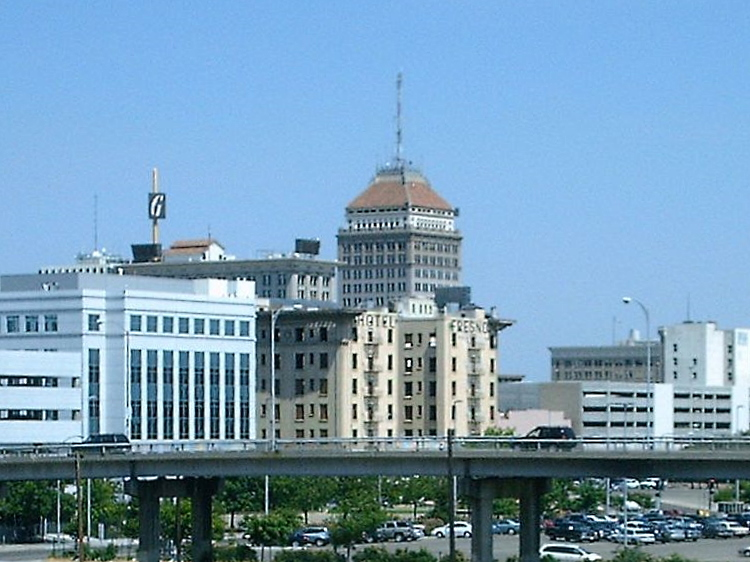
フレズノ市の中心街

| - フレズノ郡 - キングス郡 - マデラ郡 - マリポサ郡 - マーセド郡 | - モントレー郡 - サンベニト郡 - スタニスラウス郡 - トゥーレアリ郡 - トゥオルミ郡 |

### 都市
中部カリフォルニアにある下記の都市と町は地域の人口集中部あるいは郡庁所在地である。

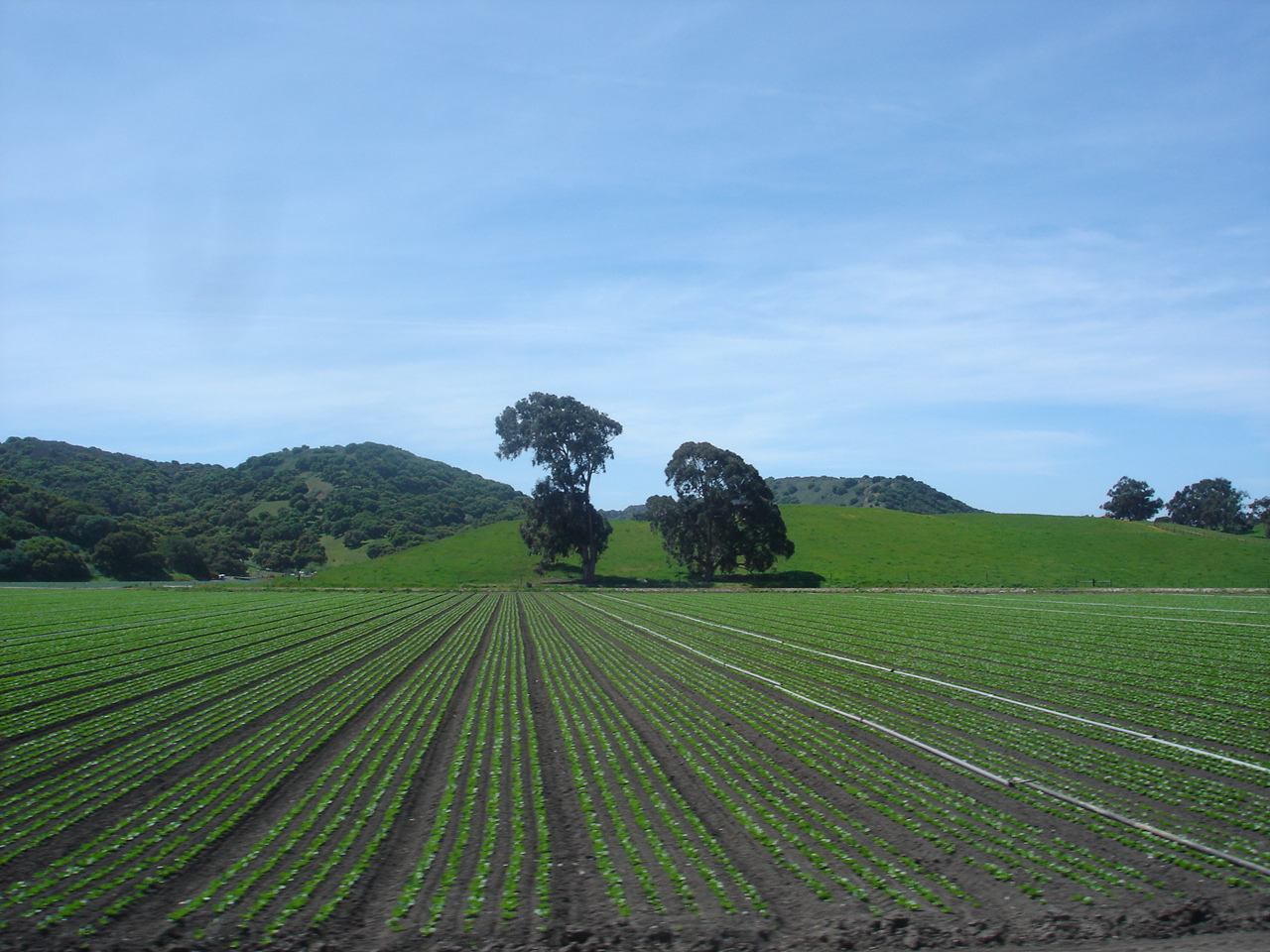
サリナス・バレー

| - ベーカーズフィールド - フレズノ - ハンフォード - ホリスター - マデラ - マリポサ - モデスト | - マーセド - モントレー - ポータービル - サリナス - ソノラ - ターロック - バイセイリア |

### 小区域
以下の区域はその全体が中部カリフォルニアに含まれるものである。
- ビッグサー
- キングス・キャニオン国立公園
- フレズノ都市圏
- ピナクルズ国立保護区
- サリナス・バレー
- セコイア国立公園
- ヨセミテ国立公園

以下の区域はその一部が中部カリフォルニアに含まれるものである。
- カリフォルニア海岸山脈
- セントラルコースト
- ディアブロ山脈
- ゴールドカントリー
- サンフランシスコ・ベイエリア
- サンホアキン・バレー
- シエラネバダ山脈

## 教育
中部カリフォルニアはこの20年間で10年間に1校ずつ新しい大学が開校した。
カリフォルニア大学は2005年にマーセド市の東側にマーセド校を開校した。
カリフォルニア州立大学は地域内にモントレー湾、スタニスラウスおよびフレズノの3キャンパスがあり、モントレー湾校は1994年にオード砦の陸軍基地跡に、スタニスラウス校は1957年にターロック市に、フレズノ校は1911年のそれぞれ開校である。
サンホアキン法科カレッジは私立の非営利法科学校であり、クロビスにある。
フレズノ太平洋大学はフレズノ市にある私立大学である。
海軍大学院と国防総省語学学校はモントレーにある。
次のコミュニティ・カレッジが地域内にある。
- コロンビア・カレッジ、トゥオルミ郡ソノラ市
- フレズノシティ・カレッジ、フレズノ郡フレズノ市
- ハートネル・カレッジ、モントレー郡サリナス市
- マーセド・カレッジ、マーセド郡マーセド市
- モデスト・ジュニアカレッジ、スタニスラウス郡モデスト市
- モントレーペニンシュラ・カレッジ、モントレー郡モントレー市
- ポータービル・カレッジ、トゥーレアリ郡ポータービル市
- リードリー・カレッジ、フレズノ郡フレズノ市
- カレッジ・オブ・ザ・セコイア、トゥーレアリ郡バイセイリア市
- ウェストヒルズ・カレッジ、フレズノ郡コーリンガ市
  - サテライトキャンパス、キングス郡リムーア市

マデラ、マリポサ、サンベニト各郡にはコミュニティ・カレッジが無い

## 交通

### 主要高規格道路
地域内の主要高規格道路の多くは南北方向に山脈を回って走っている。州間高速道路5号線とカリフォルニア州道99号線はサンホアキン・バレーの幹線道路である。アメリカ国道101号線と州道1号線は海岸部の幹線道路である。
| - カリフォルニア州道1号線: セントラルコースト、モントレー、ビッグサー - 州間高速道路5号線: サンホアキン・バレー - カリフォルニア州道25号線: ホリスター、ディアブロ山脈、ピナクルズ国立保護区 - カリフォルニア州道33号線: サンホアキン・バレー - カリフォルニア州道41号線: サンホアキン・バレー、フレズノ、ヨセミテ国立公園 - カリフォルニア州道43号線: サンホアキン・バレー - カリフォルニア州道49号線: ゴールドカントリー - カリフォルニア州道63号線: サンホアキン・バレー、バイセイリア - カリフォルニア州道65号線: サンホアキン・バレー - カリフォルニア州道68号線: モントレー、サリナス - カリフォルニア州道99号線: サンホアキン・バレー,マーセド、マデラ、フレズノ - アメリカ国道101号線: サリナス・バレー、サリナス - カリフォルニア州道108号線: サンホアキン・バレー、モデスト、ゴールドカントリー、ソノラ、シエラネバダ - カリフォルニア州道120号線: サンホアキン・バレー、モデスト、ゴールドカントリー、シエラネバダ、ヨセミテ国立公園 | - カリフォルニア州道132号線: サンホアキン・バレー、モデスト、ゴールドカントリー - カリフォルニア州道137号線: サンホアキン・バレー - カリフォルニア州道140号線: サンホアキン・バレー、マーセド、ヨセミテ国立公園 - カリフォルニア州道145号線: サンホアキン・バレー、マデラ - カリフォルニア州道146号線: ピナクルズ国立保護区 - カリフォルニア州道152号線: サンホアキン・バレー - カリフォルニア州道156号線: サリナス・バレー、サリナス、ホリスター - カリフォルニア州道168号線: フレズノ、シエラネバダ - カリフォルニア州道180号線: サンホアキン・バレー、フレズノ、キングス・キャニオン国立公園 - カリフォルニア州道190号線: サンホアキン・バレー、シエラネバダ - カリフォルニア州道198号線: ディアブロ山脈、サンホアキン・バレー、ハンフォード、バイセイリア、セコイア国立公園 - カリフォルニア州道201号線: サンホアキン・バレー - カリフォルニア州道233号線: チョーチラ - カリフォルニア州道245号線: サンホアキン・バレー、キングス・キャニオン国立公園 |

### 鉄道
地域内の旅客鉄道はアムトラックのコースト・スターライトとサン・ホアキンがある。
カリフォルニア高速鉄道が計画中である。建設されればサンフランシスコとサンノゼからロサンゼルスの区間でフレズノとマーセドに停車駅ができる。
貨物列車はユニオン・パシフィック鉄道とBNSF鉄道が地域内で運行している。

### 航空
主要航空線と地域線はフレズノ・ヨセミテ国際空港とモントレー半島空港で利用できる。地域航空路はモデスト市郡空港、マーセド市民空港およびバイセイリア市民空港で利用できる。
一般用途空港は10郡全てにある。その中でも大きなものは軍用基地を民間に転用したものである。
- キャッスル空港、マーセド郡
- マリナ市民空港、モントレー郡
- ポータービル市民空港、トゥーレアリ郡
- サリナス市民空港、モントレー郡

現役の軍用基地はキングス郡のアメリカ海軍リムーア海軍航空基地がある。

## 様々な中部カリフォルニア
以下では中部カリフォルニアの様々な定義を集めてある。
次の郡は中部カリフォルニアあるいはカリフォルニア州の中央であると自己宣伝している。
- フレズノ郡
  - フレズノ郡公式ウェブサイトの照会文で中部カリフォルニアにあるとしている[2]。
- マデラ郡
  - マデラ郡は「カリフォルニア州の正確な中心に」あるとしている"[3]。
  - マデラ郡経済開発委員会は、郡が「カリフォルニア州の地理重心にある」としている。[4]。
- トゥーレアリ郡
  - トゥーレアリ郡「カリフォルニア州の中央に位置する」としている.[5]。

以下の定義は影響力ある組織によるものである。
- アメリカ合衆国国家歴史登録財は地図上の直線でカリフォルニア州を3つの区域に分けている。中部カリフォルニアはほぼロサンゼルス郡より北で、サンタクララ郡とマーセド郡より南になっている。[6]。
- カリフォルニア州運輸省は「中央」という名前をつけた複数の郡を含む地区で州の中央部をより広く定義しており、セントラルコーストとセントラルバレーを結びつけた形になっている。「北中部」地区はサクラメントからチコまでが入っている。「中部」地区はストックトンからマーセドまでとヨセミテが入っている。「南中部」地区はサンタクルーズとモントレーからサンルイスオビスポまでが入っている[7]。
- 商事改善協会の中部カリフォルニア支部はその管轄範囲を海岸部の郡は除き、モノ郡、インヨー郡、およびカーン郡までを含めている。その定義はフレズノ郡、インヨー郡、カーン郡、キングス郡、マデラ郡、マリポサ郡、マーセド郡、モノ郡およびトゥーレアリ郡となる[8]。